# Віктор-Вільгельм Нонн
Віктор-Вільгельм Нонн (нім. Victor-Wilhelm Nonn; 2 квітня 1917, Дрезден — ?) — німецький офіцер-підводник, капітан-лейтенант крігсмаріне. Кавалер Німецького хреста в золоті.

## Біографія
3 квітня 1937 року вступив на флот. З жовтня 1940 по березень 1941 року пройшов курс підводника, після чого був переданий в розпорядження 1-го навчального дивізіону підводних човнів. З червня 1941 року — 2-й, з травня 1942 року — 1-й вахтовий офіцер на підводному човні U-97. В серпні-вересні 1942 року пройшов курс командира човна. З 21 вересня 1942 по 24 липня 1943 року — командир U-152, з 28 липня 1943 по липень 1944 року — U-596, на якому здійснив 5 походів (разом 124 дні в морі). З серпня 1944 року — навчальний керівник в 19-й флотилії. В травні 1945 року взятий в полон. 7 листопада 1947 року звільнений.
Всього за час бойових дій потопив 8 кораблів загальною водотоннажністю 14 085 тонн.
| Дата           | Назва корабля | Тип                  | Тоннаж | Вантаж           | Екіпаж | Загинули | Країна             | Конвой |
| -------------- | ------------- | -------------------- | ------ | ---------------- | ------ | -------- | ------------------ | ------ |
| 20 серпня 1943 | El Sayeda     | Вітрильник           | 68     |                  | ?      | 0        | Єгипет             |        |
| 21 серпня 1943 | Panikos       | Вітрильник           | 21     | Зерно і тютюн    | ?      | 0        | Єгипет             |        |
| 21 серпня 1943 | Namaz         | Вітрильник           | 50     | Олія             | ?      | 0        | Єгипет             |        |
| 21 серпня 1943 | Lily          | Вітрильник           | 132    |                  | 11     | 9        | Палестина          |        |
| 30 серпня 1943 | Nagwa         | Вітрильник           | 183    |                  | 10     | 0        | Єгипет             |        |
| 7 вересня 1943 | Hamidieh      | Вітрильник           | 80     | Газойль          | ?      | 0        | Єгипет             |        |
| 4 жовтня 1943  | Marit         | Паровий танкер       | 5,542  | 7000 тонн мазуту | 54     | 2        | Норвегія           | XT-4   |
| 9 грудня 1943  | Cap Padaran   | Військовий транспорт | 8,009  | Баласт           | 197    | 5        | Британська імперія | HA-11  |

## Звання
- Кандидат в офіцери (3 квітня 1937)
- Морський кадет (21 вересня 1937)
- Фенріх-цур-зее (1 травня 1938)
- Оберфенріх-цур-зее (1 липня 1939)
- Лейтенант-цур-зее (1 серпня 1939)
- Оберлейтенант-цур-зее (1 вересня 1941)
- Капітан-лейтенант (1 липня 1940)

## Нагороди
- Залізний хрест 2-го і 1-го класу
- Нагрудний знак підводника
- Німецький хрест в золоті (24 травня 1944)